# Olceclostera irrorata
Olceclostera irrorata är en fjärilsart som beskrevs av Butler 1878. Olceclostera irrorata ingår i släktet Olceclostera och familjen silkesspinnare. Inga underarter finns listade i Catalogue of Life.